# Kjell Jakob Sollie
Kjell Jakob Sollie (* 26. Juni 1953 in Røros) ist ein ehemaliger norwegischer Skilangläufer.
Sollie, der für den Ålen IL startete, errang bei den Svenska Skidspelen 1977 in Falun den dritten Platz mit der Staffel. Im Jahr 1979 gewann er dort mit der Staffel und belegte zudem über 30 km den dritten Platz. Bei seiner einzigen Olympiateilnahme im Februar 1980 in Lake Placid lief er auf den 24. Platz über 50 km. Bei norwegischen Meisterschaften wurde er im Jahr 1977 Zweiter über 15 km und im Jahr 1979 Dritter über 50 km.